# Cherbourg-Octeville
Cherbourg-Octeville (normand Tchidbouo) és un municipi francès situat al departament de la Manche i a la regió de Normandia. L'any 2006 tenia 44.108 habitants.
Aquest nou municipi fou conformat per la fusió dels dos antics municipis de Cherbourg i Octeville l'1 de març de 2000.

## Personatges il·lustres
- François Auguste Victor Grignard (1871-1935) químic, Premi Nobel de Química de l'any 1912.
- Georges Sorel (1809 - 1877) filòsof i sindicalista

## Demografia
| Any       | 1793   | 1800   | 1806   | 1821   | 1831   | 1836   | 1841   | 1846   | 1851   | 1856   | 1861   |
| --------- | ------ | ------ | ------ | ------ | ------ | ------ | ------ | ------ | ------ | ------ | ------ |
| Cherbourg | 10 081 | 11 389 | 14 316 | 15 655 | 18 043 | 19 315 | 23 408 | 26 949 | 28 012 | 38 309 | 41 812 |
| Octeville | 972    | 850    | 1 026  | 1 194  | 1 309  | 1 508  | 1 479  | 1 735  | 1 878  | 2 160  | 2 346  |

| Any       | 1866   | 1872   | 1876   | 1881   | 1886   | 1891   | 1896   | 1901   | 1906   | 1911   | 1921   |
| --------- | ------ | ------ | ------ | ------ | ------ | ------ | ------ | ------ | ------ | ------ | ------ |
| Cherbourg | 37 215 | 35 580 | 37 186 | 35 691 | 37 013 | 38 554 | 40 783 | 42 938 | 43 837 | 43 731 | 38 281 |
| Octeville | 2 275  | 2 268  | 2 350  | 2 482  | 2 895  | 3 028  | 3 352  | 3 752  | 4 077  | 4 193  | 4 017  |

| Any                                              | 1926   | 1931   | 1936   | 1946   | 1954   | 1962   | 1968   | 1975   | 1982   | 1990   | 1999   |
| ------------------------------------------------ | ------ | ------ | ------ | ------ | ------ | ------ | ------ | ------ | ------ | ------ | ------ |
| Cherbourg                                        | 38 054 | 37 461 | 39 105 | 40 042 | 38 262 | 37 486 | 38 243 | 32 536 | 28 442 | 27 121 | 25 370 |
| Octeville                                        | 3 939  | 4 054  | 4 317  | 4 606  | 5 421  | 6 247  | 9 465  | 15 977 | 18 551 | 18 120 | 16 948 |
| A partir de 1962 : Població sense dobles comptes |        |        |        |        |        |        |        |        |        |        |        |